# Sécurité au travail

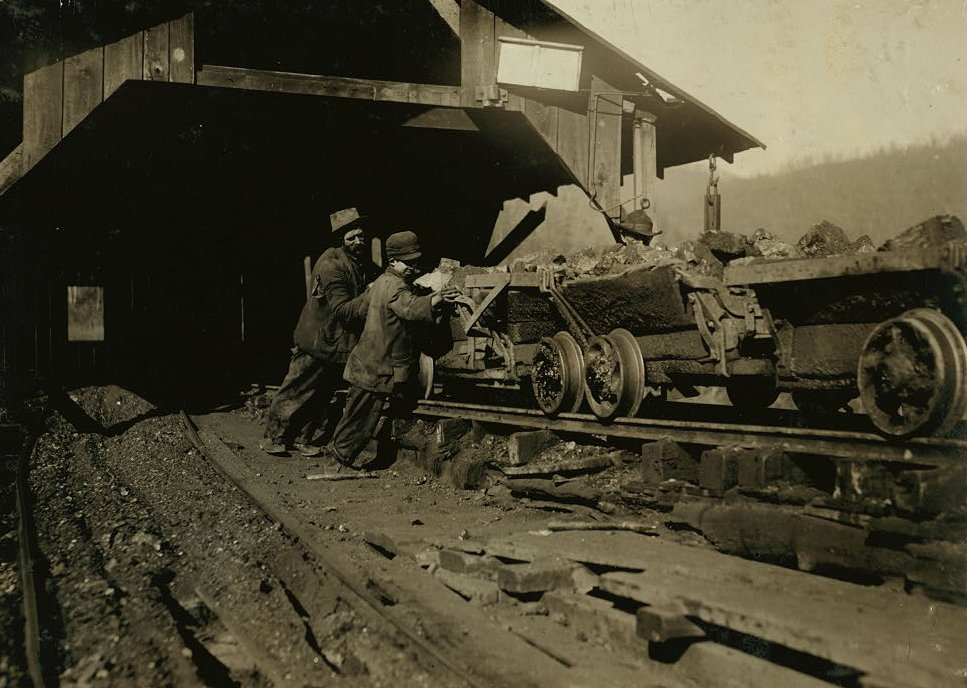
Harley Bruce adolescent, membre d'un binôme de jeunes hommes poussant des wagonnets sur le site de l'Indian Mountain Line de la compagnie Proctor Coal Co., près de Jellico, dans le Tennessee, photographié par Lewis Wickes, vers 1910. C'est pour protéger les enfants, les adolescents et les femmes des travaux pénibles que la réglementation sur la sécurité et la santé au travail a émergé lors de la révolution industrielle.

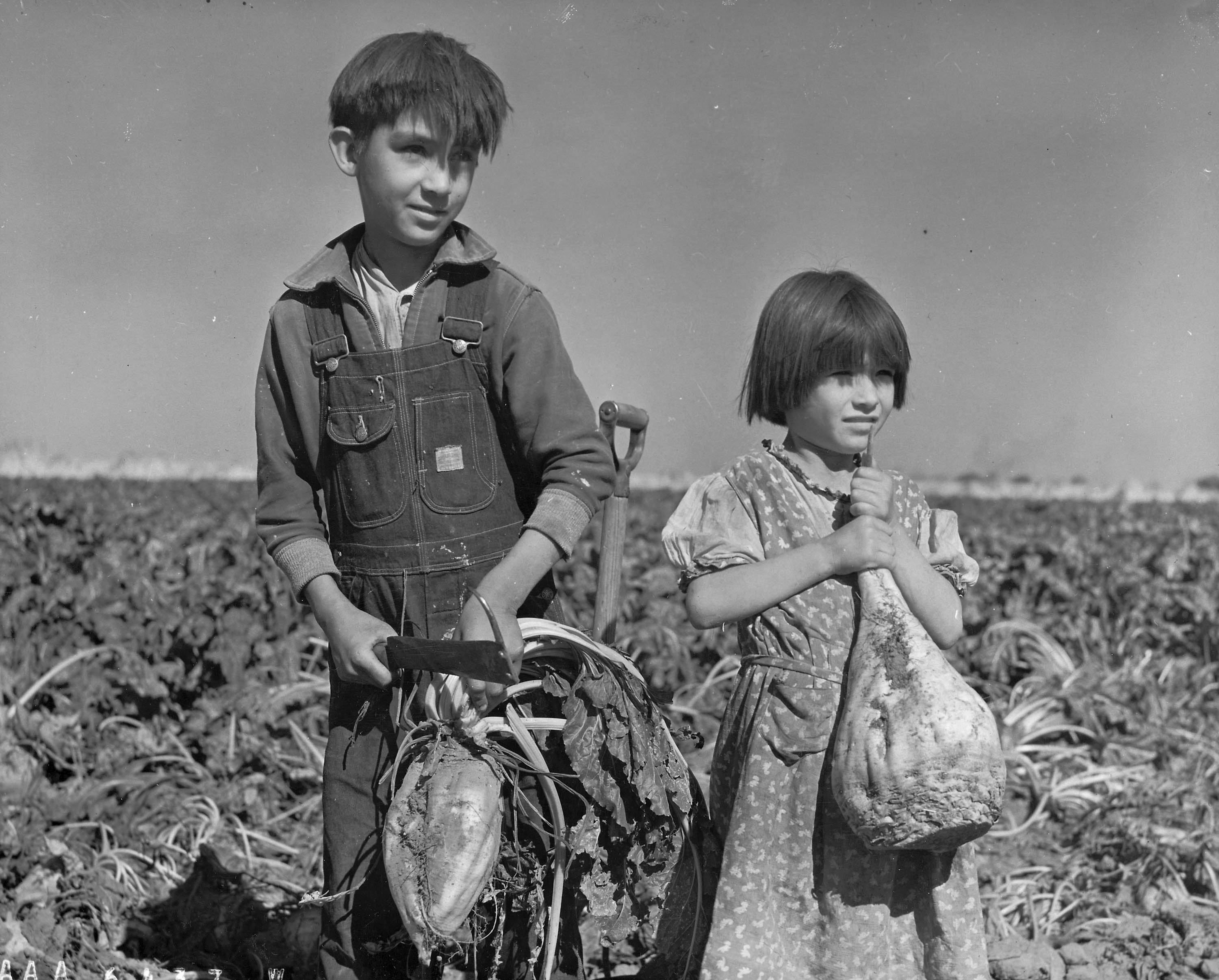
Dans certains cas (crise de 1929, guerre mondiale), même des pays à législation plus avancée ont dérogé aux règles, loi ou conventions en faisant travailler des enfants et des femmes à des tâches pénibles (récolte des betteraves durant la Seconde Guerre mondiale ; Hall County, Nebraska, oct. 1940).

La sécurité au travail, dénommée également santé et sécurité au travail (SST), désigne diverses disciplines visant à gérer les risques professionnels pesant sur la santé.
Ces notions, apparues au XIXe siècle dans le champ du droit du travail, en lien avec le développement industriel autour duquel s'est progressivement construit ce champ du droit, ont été mises en œuvre avec des premières mesures de protection au bénéfice des travailleurs les plus vulnérables : les femmes et les enfants. L’appellation « santé et sécurité au travail » désigne ce qu'on appelait autrefois « hygiène, sécurité et conditions de travail ».
Aujourd'hui, la SST englobe la prévention des risques physiques, chimiques, des risques psychosociaux (RPS), des troubles musculosquelettiques (TMS) et la promotion du bien-être au travail ou qualité de vie au travail (QVT).

## Définition
Selon l’OMS, la santé et sécurité au travail est un «axe de travail pluridisciplinaire visant la promotion et le maintien du plus haut degré de bien-être physique, mental et social des travailleurs dans toutes les professions ». Elle implique la prévention des atteintes à la santé liés aux conditions de travail, la protection contre les risques pour la santé physique et mentale, et l'aménagement de l'environnement professionnel en fonction des capacités physiologiques et psychologiques des travailleurs,.
L’Union européenne définit la SST comme un ensemble de mesures visant à améliorer la sécurité et la santé des travailleurs, fondées sur les principes de prévention inscrits dans la directive-cadre 89/391/CEE.
En outre, «La santé au travail traite de tous les aspects de la santé et de la sécurité sur le lieu de travail et met fortement l'accent sur la prévention primaire des risques».

## Enjeux contemporains

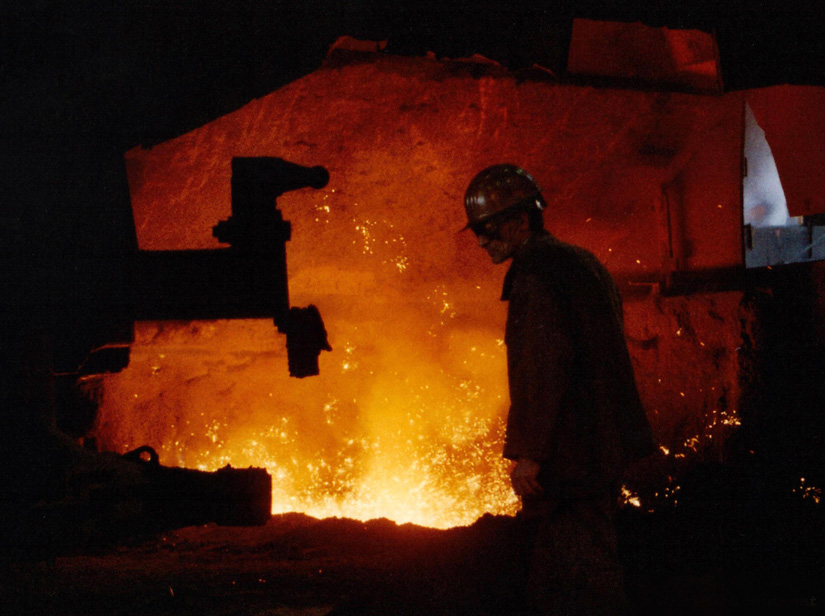
La pénibilité du travail varie grandement selon les métiers et leurs conditions d'exercice (hauts-fourneaux de Clabecq, Belgique).

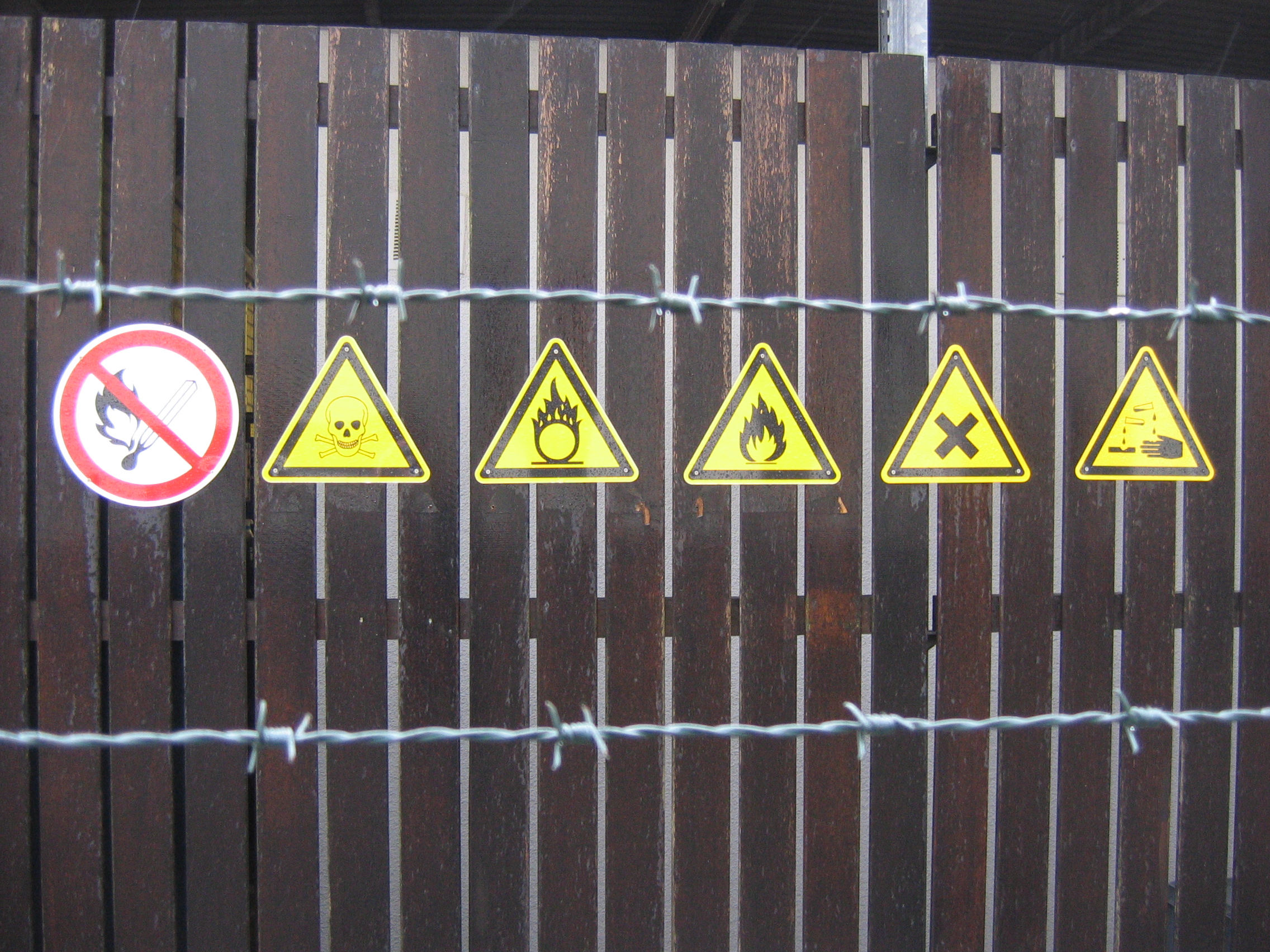
La signalétique et les étiquettes de danger sont un des nombreux outils de prévention rendus obligatoires au XXe siècle pour certains produits et certaines activités.

Toute situation de travail engendre des risques, plus ou moins prononcés, pour l'employé.
La protection de la santé au travail des salariés de droit privé (entreprises, associations, etc.) et des fonctionnaires (fonction publique d'État ou des collectivités territoriales, hôpitaux), est devenue avec la prise de conscience du public face aux risques, une notion incontournable. Au-delà de la prévention des accidents du travail et des maladies professionnelles, la SST intègre désormais la qualité de vie au travail (QVT).
La Santé Sécurité au Travail répond a cinq enjeux : humains, économiques, sociaux, juridiques, et d’image de marque.

### Enjeu humain et éthique
La protection de la santé physique et mentale des travailleurs est l'objectif principale de la SST et vise à garantir un environnement de travail sûr, sain et respectueux de l’intégrité des personnes. Cette dimension recouvre notamment :
- la prévention des risques classiques (chutes, manutentions, exposition aux agents chimiques ou biologiques) ;
- la lutte contre les troubles musculosquelettiques (TMS) ;
- la lutte contre les risques psychosociaux (stress, harcèlement, surcharge mentale) ;
- l’adaptation des conditions de travail aux capacités des travailleurs.

La SST est également considérée comme un levier du développement durable, en lien avec les Objectifs de Développement Durable (ODD), notamment l’ODD 8 relatif à un travail décent pour tous.

### Enjeu économique
Les accidents du travail, maladies professionnelles  génèrent des coûts importants pour les entreprises, les travailleurs et la collectivité. Ces coûts sont liés à l’absentéisme, à la perte de productivité, à la désorganisation des services, à l’indemnisation des victimes et, dans certains cas, à des contentieux.
Les investissements en matière de prévention peuvent générer un retour sur investissement significatif pour les employeurs, en particulier lorsqu’ils sont intégrés dans une politique de management des risques.

## Tendance
Les enquêtes menées  soulignent une évolution préoccupante dans la perception des risques professionnels. En particulier, dans les petites entreprises, la prévention est encore trop souvent perçue comme une contrainte administrative. Parallèlement, les attentes des travailleurs en matière de bien-être, d’équilibre vie professionnelle-vie personnelle et de reconnaissance sont en forte augmentation.
Les enquêtes disponibles notent une tendance globale à la dégradation de l'attention portée aux risques professionnels par les travailleurs, comme par leurs employeurs. En France, selon une enquête Ipsos, produite en 2010 (publié le 22 novembre 2010), un tiers des Français négligent leur bien-être au profit de leur travail. La proportion passe même à 50 % pour la tranche d'âge entre 30 et 50 ans.
De plus, dans un contexte socio-économique poussant à toujours plus de productivité, « 70 % des actifs estiment que leur situation s’est dégradée au travail », notamment en ce qui concerne le niveau de stress (52 %), et la charge de travail (49 %). Une suite d'études commandées par l'INRS inrs.fr  en 2007, 2010 et 2014 a montré que les chefs de petites ou moyennes entreprises (PME) et de très petites entreprises (TPE) se préoccupent de moins en moins des questions de santé et de sécurité au travail. Le taux de chefs d'entreprise se préoccupant de cette question passant de 25 à 16 % dans les TPE (microentreprises de 1 à 9 personnes) et de 18 à 14 % dans les PE (petites entreprises ayant 10 à 49 salariés). 
Pour l'étude conduite fin 2014, les risques jugés les plus préoccupants par ces employeurs étaient le risque routier, le risque lié à l'activité physique et le risque de chute de plain-pied. Plus d'un tiers de ces chefs d'entreprise estimaient que leur activité ne présente pas de risque du tout pour leurs employés, et ne voyaient aucun intérêt au Document unique d'évaluation des risques professionnels. Cependant, ce même sondage relève que de 2010 et 2014, le nombre de dirigeants affirmant avoir mis en œuvre des mesures de prévention (protections individuelles ou collectives, interventions sur l'aménagement ou l'organisation, actions de formation, information aux salariés) a augmenté. Ils apprécient les fiches techniques et notices éditées par les fabricants qu'ils consultent de plus en plus en format numérique . Ils disent consulter les services de santé au travail quand ils ont des questions à ce sujet (pour 49 % d'entre eux dans les PE, et 34 % des TPE) ; environ 60 % d'entre eux leur font confiance, « devant les organismes de prévention (CARSAT, CRAM, ARACT… : environ 40 %) et les organisations professionnelles (environ 30 %) ». 
L'INRS conclut de ce sondage que « la prévention est principalement perçue par les chefs d'entreprise comme une contrainte. (Ils) ne vont pas, ou peu, chercher l'information qui, pensent-ils, leur parviendra d'une manière ou d'une autre si elle est importante ».
Pourtant, les Français considèrent à 60 % que s'occuper de leur bien-être serait « important », 24 % considérant même cela comme « primordial ».
En 2022, la France est le pays avec les moins bons résultats de l'Union européenne en matière de sécurité au travail.

## Organisation (en France)
Le premier traité d’hygiène industrielle est rédigé en 1860 par le médecin hygiéniste Maxime Vernois.
En France, le nouveau code du travail, maintenant plus que centenaire, a structuré une partie dédiée à la prévention des risques professionnels qui constitue un véritable « système de management de la sécurité et de la santé au travail ».

### Acteurs dans l'entreprise

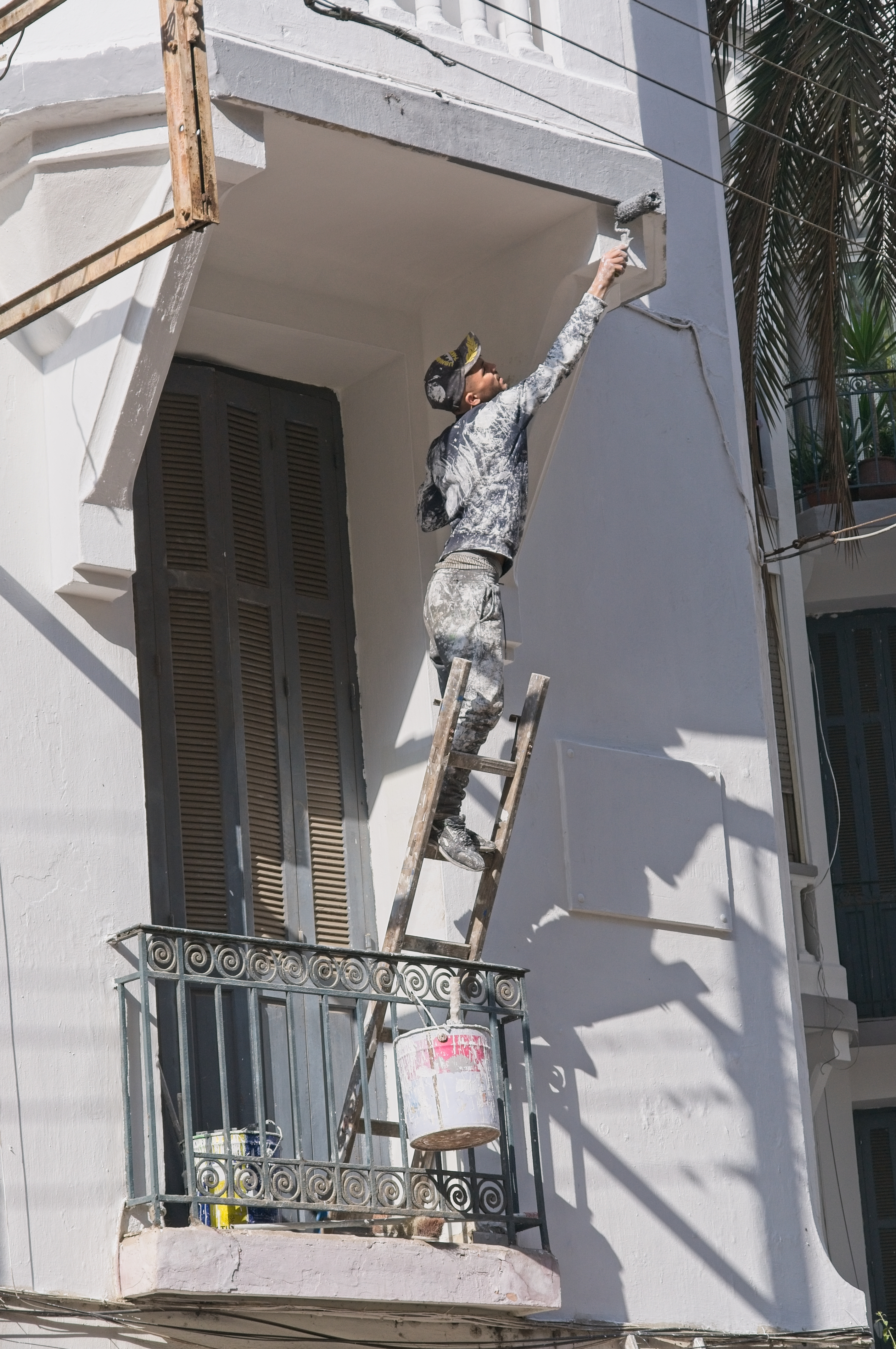
Un ouvrier marocain repeint un mur sur une échelle sans aucune sécurité à Casablanca

Les acteurs dans l'entreprise de la santé et de la sécurité au travail sont :
- En premier lieu l'employeur (porteur du mandat social de l'entreprise, ou son délégataire avéré au niveau d'un établissement le cas échéant) qui doit assurer la sécurité et protéger la santé physique et mentale de son personnel. Pour cela, il met en place une organisation et une planification de la prévention des risques professionnels et de la pénibilité au travail dans toutes les activités de son entreprise à tous les niveaux de la hiérarchie (voir les principes généraux de prévention dans les art L4121-1 et quelques suivants du code du travail). En cas d'accident du travail ou de maladie professionnelle, la responsabilité civile de l'employeur envers son salarié est automatique mais forfaitaire. Toutefois, une réparation complémentaire peut être recherchée selon la procédure dite de la faute inexcusable de l'employeur. La responsabilité pénale de l'employeur peut être aussi recherchée, par exemple, en cas de non-respect des textes réglementaires en santé et sécurité au travail du Code du travail, ou bien en cas d'accident grave ou mortel, mais aussi celle des membres de l'encadrement ou même celle de simple salariés impliqués dans la genèse de l'évènement.
- Le préventeur (salarié compétent en Protection et Prévention des Risques Professionnels désigné par l'Employeur conformément au Code du travail - transposition timide et tardive des dispositions de l'art 7 de la directive européenne 89/391/CEE) n'est pas le délégataire de l'obligation générale de l'employeur en matière de sécurité et de la santé au travail du personnel, mais un fonctionnel de la prévention sécurité et santé au travail dans l'entreprise. Son rôle est globalement de conseiller son employeur, l'encadrement et les salariés et de conduire les activités de protection et de prévention des risques professionnels dans son entreprise (cf directive européenne de 1989). De nombreuses appellations existent : ingénieur sécurité, responsable sécurité, animateur sécurité… Il agit en lien avec les divers acteurs internes et externes concernés. Dans les entreprises d'une certaine taille (alors généralement le préventeur a un niveau de formation bac + 2 à 5 ans) il porte et gère le système de management de la sécurité & santé au travail de son entreprise (cf modèle internationale ILO-OSH) à commencer par la définition de la politique sécurité & santé au travail et la conduite d'un programme de prévention annuel, en passant notamment par le processus d'évaluation des risques professionnels et celui de la conformité aux exigences du droit du travail, jusqu'au bouclage du système avec la revue de direction. Hors système de management structuré c'est lui néanmoins qui va analyser les situations de travail, proposer des dispositions ou plans d'actions de prévention, établir des consignes de sécurité, déterminer des actions d'information-formation, assurer une veille technique et réglementaire, analyser les accidents et maladies professionnels, animer le CHSCT, etc.). Suivant la taille et l'organisation de l'entreprise, cette mission de prévention des risques professionnel se combine souvent avec d'autres missions telles la protection de l'environnement, la qualité, la sûreté, et/ou les services généraux-maintenance. En fait le préventeur qui existe officieusement dans nombre d'entreprises d'une certaine taille correspond typiquement au fonctionnel ou service de « protection et prévention des risques professionnels » demandé par la directive EU de 1989 qui n'a toujours pas été véritablement transposée sur ce point dans notre droit français.

Ce préventeur en sécurité et santé au travail est généralement issu d'une formation universitaire technologique de deux à cinq ans. Ces missions peuvent inclure la gestion du risque incendie, l'amélioration des conditions d'exécution des tâches (ergonomie), les conseils en matière de santé, sécurité et conditions de travail, l'analyse des accidents du travail et des maladies professionnelles et le choix des équipements de protection individuelle (EPI).
- L'encadrement est souvent le premier responsable en matière de santé et de sécurité au travail. Il veille à l'application des consignes de sécurité sur le terrain.
- Les salariés sont responsables de leur propre sécurité ainsi que celle de leurs collègues pouvant être affectés par leurs actions, dans la mesure de leurs connaissances (formations, informations) et des moyens mis à leur disposition. Ils sont responsables de l'application des consignes de sécurité édictées par l'employeur qui s'appliquent à eux. Le Code du travail précise que cette responsabilité ne diminue pas celle de l'employeur. Ils participent à la politique de prévention de l'entreprise.
- Les représentants du personnel au CHSCT (comité d'hygiène, de sécurité et des conditions de travail) qui est l'institution représentative du personnel chargée de la sécurité et de la santé au travail obligatoire dans les entreprises de 50 salariés et plus. Le CHSCT peut être vu comme le contrepoids des pouvoirs de la direction en ce qui concerne la mise en place de mesures liées à la sécurité et aux conditions de travail. Il est présidé par l'employeur ou son représentant, comporte une délégation du personnel proportionnelle à l'effectif, et est assisté du médecin du travail et du préventeur. Il a pour missions :

1. de contribuer à la protection de la santé physique et mentale (y compris la pénibilité au travail) et de la sécurité des travailleurs de l'établissement, et de ceux mis à sa disposition par une entreprise extérieure ;
2. de contribuer à l'amélioration des conditions de travail, notamment en vue de faciliter l'accès des femmes à tous les emplois et de répondre aux problèmes liés à la maternité ;
3. de veiller à l'observation des prescriptions légales prises en ces matières[18].

- Le médecin du travail conseille l'employeur, les salariés et leurs représentants, en matière de prévention des risques professionnels. Il est employé par les entreprises le plus importantes (Sce de Santé de Santé au Travail dits autonomes), mais pour la majorité des entreprises il travaille dans un Sce de Santé au Travail interentreprises. Sa mission principale est la surveillance médicale du personnel en vue de la détermination de l'aptitude médicale au poste de travail. Il doit consacrer un tiers de son temps à des actions en milieu de travail.
- L'infirmière en santé au travail assiste le médecin du travail dans ses missions. Elle est directement présente dans l'entreprise (une première infirmière dans tout établissement industriel dont l'effectif dépasse 200 salariés).
- L'assistante sociale joue un rôle d'écoute et de conseil notamment dans la prévention des risques psychosociaux (RPS) et le traitement des troubles psychosocieux.

### Acteurs hors des entreprises
- Les intervenants en prévention des risques professionnels (IPRP) complètent les compétences des équipes pluridisciplinaires des Services de Santé au Travail interentreprises. Les IPRP sont également d'office les institutions spécialisées INRS, CARSAT, OPPBTP et agences régionales du réseau de l'ANACT. Ce sont également des "personnes morales" spécialisées ou des "personnes physiques" dûment enregistrées sur dossier par la DIRRECTE. La notion d'IPRP a été mis en place dans le cadre de la législation sur la pluridisciplinarité des services de santé au travail (comprendre en fait pluridisciplinarité de la démarche de prévention de l'employeur) pour poursuivre la laborieuse transposition française de la directive européenne de 1989 (au début des années 2000 la France risquait en effet des pénalités). Dans la pratique, leur profil est varié, il s'agira en effet soit d'un ergonome, soit d'un psychologue du travail, ou encore de juristes... En entreprise, l'IPRP pourra notamment être invité par le Comité d'hygiène, de sécurité et des conditions de travail (CHSCT) en tant que membre consultatif à l'une de ses réunions.
- L'inspecteur ou le contrôleur du travail de l'inspection du travail, ou l'inspecteur santé sécurité au travail (dans la fonction publique). Leur mission est de veiller à l'application de la réglementation du travail, notamment en matière de santé et de sécurité au travail. Ils sont, depuis 2010, répartis en unités territoriales des DIRECCTE de chaque région. Ils sont assistés d'ingénieurs en prévention et de médecins inspecteurs régionaux du travail (MIRT).
- L'ingénieur conseil ou le contrôleur de sécurité des services prévention des organismes de Sécurité Sociale (Caisse d'assurance retraite et de la santé au travail) ou CARSAT, ex-CRAM jusqu'en juillet 2010 ou encore CRAM (Île-de-France et Alsace-Moselle) ou CGSS (DOM-TOM). Leur mission est de prévenir les risques d'accidents du travail et de maladies professionnelles des salariés du régime général. Pour remplir cette mission, ils ont à leur disposition une palette d'outils de conseil et de contrôle : enquête en cas d'accident du travail ou de maladie professionnelle, réalisation de mesures physiques ou chimiques, préconisations techniques ou organisationnelles, incitations financières (aides financières simplifiées, contrats de prévention, ristournes, majoration du taux de cotisation accidents du travail après procédure d'injonction, organisation de conférences, salons et formations). Ils doivent posséder un agrément délivré par la CNAMTS à l'issue d'une formation de plus d'un an suivie auprès de l'INRS et l'EN3S (pour les ingénieurs conseils) et prêtent serment auprès des tribunaux d'instance pour ne rien révéler des secrets de fabrication et d'exploitation des entreprises qu'ils visitent. Ils ont ainsi un droit d'accès aux lieux de travail identique aux inspecteurs et contrôleurs du travail et peuvent demander toute mesure justifiée de prévention aux entreprises qu'ils accompagnent (code la Sécurité sociale). Certains d'entre eux sont spécialisés : ergonomie, psychologie du travail, mesures physiques (centres de mesures physiques) ou chimiques (laboratoires de chimie), formation de chefs d'entreprises ou de personnes ressources en prévention dans les entreprises. Ils contribuent avec l'INRS et la CNAMTS à l'élaboration de guides de bonnes pratiques édités par l'INRS et à la préparation de recommandations adoptées par les instances paritaires des branches professionnelles (CTN, CATMP et CTR).

Le fonctionnement des services prévention, les aides financières aux entreprises, par les Caisses primaires d'assurance maladie (CPAM), ou le fonctionnement de l'INRS, l'indemnisation des victimes d'accidents du travail ou de maladies professionnelles sont financés par les cotisations AT/MP des employeurs du régime général de sécurité sociale. Les contrôleurs de sécurité et ingénieurs conseils sont environ 1 000 répartis sur 22 organismes.
Leurs interlocuteurs habituels sont les salariés à leur poste de travail, l'employeur, les représentants des salariés (CHSCT), le médecin du travail, l'inspecteur ou le contrôleur du travail, les syndicats professionnels, les concepteurs d'équipements et tous les acteurs de la prévention cités ci-dessous. Ils travaillent en lien avec l'Institut national de recherche et de sécurité sur la diffusion de la documentation et des supports de sensibilisation (affiches, vidéo, dépliants, brochures), la recherche et la formation en prévention.
- Les techniciens en prévention des caisses de mutualité sociale agricole (MSA) : ils sont le pendant des contrôleurs de sécurité et ingénieurs conseil des CARSAT pour le régime agricole (salariés d'exploitants agricoles et de sociétés coopératives agricoles).
- Les organismes de contrôle technique qui vérifient la conformité réglementaire et l'état de conservation des équipements de travail.
- Les organismes de conseil et de formation spécialisés en matière de santé et de sécurité au travail.
- L'INRS (Institut National de Recherche et de Sécurité pour la prévention des maladies professionnelles et des accidents du travail)est un organisme créé en 1947 sous l'égide de la CNAMTS, sous forme d'association loi de 1901, sans but lucratif. Il est administré par les partenaires sociaux. Il est financé par le Fonds National de Prévention des Accidents du Travail et des maladies professionnelles. C'est un organisme généraliste sur la prévention des risques professionnels. Sa mission est la prévention des risques professionnels, à travers quatre modes d'actions : Études et Recherches, Formation, Assistance et Information. Dans son action d'information, l'INRS publie des brochures, revues, affiches sur ce sujet et son site web (www.inrs.fr) a pour objet la diffusion d'informations sur la prévention.
- L'OPPBTP (Organisme Professionnel de Prévention du Bâtiment et des Travaux Publics) : cet organisme paritaire conseille et forme les salariés et employeurs du secteur de la construction. il est financé par une cotisation patronale. Ses conseillers et ingénieurs en prévention accompagnent les entreprises et les syndicats professionnels dans leurs actions d'évaluation des risques et de prévention. L'OPPBTP publie des documentations.
- Le coordonnateur de sécurité et de protection de la santé sur les chantiers de génie civil et du bâtiment : désigné et rémunéré par le maître d'ouvrage d'une opération au stade de l'avant projet sommaire (APS), il a un rôle de prévention en phase de conception des ouvrages, en vue de leur entretien ultérieur en sécurité (dossier d'intervention ultérieur sur l'ouvrage ou DIUO) et un rôle de préparation des travaux, d'accompagnement des entreprises dans la continuité des mesures de prévention et dans la réduction des risques liés à la coactivité entre entreprises (tenue du Registre journal de l'opération, rédaction du Plan général de coordination de sécurité et de protection de la santé ou PGCSPS puis analyse des Plans particulier de sécurité et de protection de la santé (PPSPS) des entreprises).

## Dans les cursus de formation desécoles de management
Plusieurs acteurs et divers rapports publics ont suggéré qu'il était important que le thème de la sécurité et santé au travail soit intégré dans ces cursus afin que les futurs cadres puissent mieux participer à la prévention et gérer leur propre stress.
En France, l'INRS et l'institut LH2 ont en 2011 publié un état des lieux à ce sujet, sur la base d'une enquête effectuée auprès de nombreuses écoles de management. En 2010-2011, 65 % des établissements incluaient le sujet de la santé et sécurité au travail. 32 % ne l'abordaient pas et n'avaient pas en projet à court terme pour le faire, tout en reconnaissant un intérêt au sujet ; selon l'INRS, « 60 % de ces établissements n’ayant pas de santé et sécurité au travail dans leur cursus seraient prêts à participer à des expérimentations de développement de ces enseignements ». Enfin, dans les écoles qui abordent ce sujet, plutôt que sa prévention, c'est principalement la gestion du stress qui est abordée, souvent en lien avec le management des ressources humaines (fonction RH « identifiée » comme le référent naturel pour la santé et sécurité au travail en entreprise). La pédagogie passe essentiellement par des cours magistraux et des conférences d'intervenants extérieurs.

## Dispositifs législatifs et référentiels de management de la santé et de la sécurité au travail

### Conventions internationales et textes européens
- Conventions et recommandations de l'OIT sur la santé et la sécurité au travail[20]. Ces conventions sont applicables si elles ont été ratifiées par la France.
- Directives de l'Union européenne et règlements. Les directives européennes sont de deux types :
  - Les directives de mise sur le marché (« économiques ») définissent la conception des produits, par exemple directive « machine » 2006/42/CE. Ces directives permettent une harmonisation du niveau de sécurité et la libre circulation des biens dans les 28 pays de l'Union européenne.
  - Les directives réglementant les conditions de travail (« sociales ») qui définissent l'utilisation des produits et l'organisation du travail, par exemple directive-cadre relative à l'amélioration de la sécurité et de la santé des travailleurs.

La réglementation européenne est à l'origine de la majorité de la réglementation française actuelle en matière de sécurité et de santé au travail.

### Dispositif législatif en France
La principale source de droit français en matière de santé et de sécurité au travail est la quatrième partie du code du travail intitulée Santé et sécurité au travail.
Dans le livre Ier sont présentés les principes généraux de prévention qui découlent directement de la directive-cadre européenne 89/391/CEE relative à l'amélioration de la sécurité et de la santé des travailleurs. L'employeur met en œuvre les mesures de prévention sur le fondement des principes généraux de prévention.
Le titre Ier du livre VI mentionné ci-dessus regroupe les articles relatifs à l'organisation et aux missions du CHSCT.

#### Obligation de résultat - Faute inexcusable
Depuis 2002 à la suite de l’affaire de l’amiante, l’employeur a en France une obligation de résultat en matière de Santé et Sécurité au travail, à distinguer d’une obligation de moyen. Cela signifie que l’employeur peut être condamné à des dommages et intérêts si cette obligation n’est pas respectée,.
Dès lors que l’employeur avait ou aurait dû avoir conscience d’un danger en lien avec l’activité de travail et qu’il n’a pas pris les mesures permettant d’en préserver son salarié, sa faute inexcusable peut être reconnue par le juge. Dès que c’est le cas, à la suite d'un arrêt du Conseil constitutionnel le 18 juin 2010, les victimes peuvent obtenir une réparation quasi intégrale de leur préjudice . C'est au salarié d'apporter la preuve de la faute inexcusable.

### Référentiels international, européens ou nationaux
Le référentiel utilisé dans un système de management de la santé et de la sécurité au travail est un guide au service d’une politique. Ce document est fait pour aider l'entreprise à prendre les dispositions d’organisation et de gestion nécessaires au respect de la santé et de la sécurité au travail et à la recherche d’une amélioration permanente des performances dans ce domaine.
L’entreprise créé son propre référentiel (incluant les indicateurs à surveiller : absentéisme, accidents, incidents…) en fonction de ses objectifs en santé et sécurité au travail et en adaptant les référentiels existants. Ce choix est fonction de critères propres à l’entreprise comme sa taille, son domaine d’activité, sa culture sécurité, ou encore l’existence de systèmes semblables.
- ISO 45001 de mars 2018, systèmes de management de la santé et de la sécurité au travail - Exigences et lignes directrices pour leur utilisation.
- ILO-OSH 2001 : Principes directeurs concernant les systèmes de gestion de la sécurité et de la santé au travail - Référentiel international de l'OIT qui a été validé par les États et les partenaires sociaux (employeurs et salariés) au niveau international[29]
- HB 211 en 2002 en Australie, Z10 en 2005 aux États-Unis, Z1000 au Canada... Ces deux dernières normes nationales font référence à l'ILO-OSH.
- BS 8800:1996 Guide des systèmes de management de la santé et de la sécurité au travail - Norme britannique très complète - 90 pages (version 2004), payant.
- OHSAS 18001:2007 Systèmes de management de la santé et de la sécurité au travail - Norme internationale très inspirée de l'BS 8800. Cette norme est a été annulée en 2018 car Occupational Health and Safety Assessment Series Project Group va adopter la norme internationale ISO 45001.
- MASE 2004 : Référentiel français initié dans les années 1990 par Shell - Étang de Berre - Manuel d'Amélioration de la Sécurité des Entreprises. Ce système est plutôt orienté vers la politique de prévention des entreprises extérieures[30].

### Enquête Santé et itinéraire professionnel
Après un Bilan des sources quantitatives dans le champ de la santé et des itinéraires professionnels , une enquête Santé et itinéraire professionnel (SIP) a été lancée par la DREES et la DARES (2006-2007), visant à étudier les liens éventuels entre santé, parcours professionnels et conditions de travail.